# Smicridea marua
Smicridea marua är en nattsländeart som beskrevs av Oliver S. Flint Jr. 1978. Smicridea marua ingår i släktet Smicridea och familjen ryssjenattsländor. Inga underarter finns listade i Catalogue of Life.